# Pacifique Du Plessis
Pacifique Du Plessis (1584-1619) est un frère récollet qui fut l'un des quatre premiers missionnaires à se rendre dans l'établissement de Québec. Il est considéré comme le premier maître d'école de la Nouvelle-France et du Canada.
Natif de Vendôme, il fut d'abord apothicaire à travers le monde, et continua l'exercice de cette fonction après être entré dans l'état religieux. Il fit profession chez les Récollets de la province de Paris en 1598, et accompagna les trois pères précédents. Simple frère lai, il concourut à l'avancement spirituel et temporel de la colonie. Il la sauva même d'une destruction complète, en détournant le coup que les sauvages voulaient faire tomber sur tous les habitants de Québec.

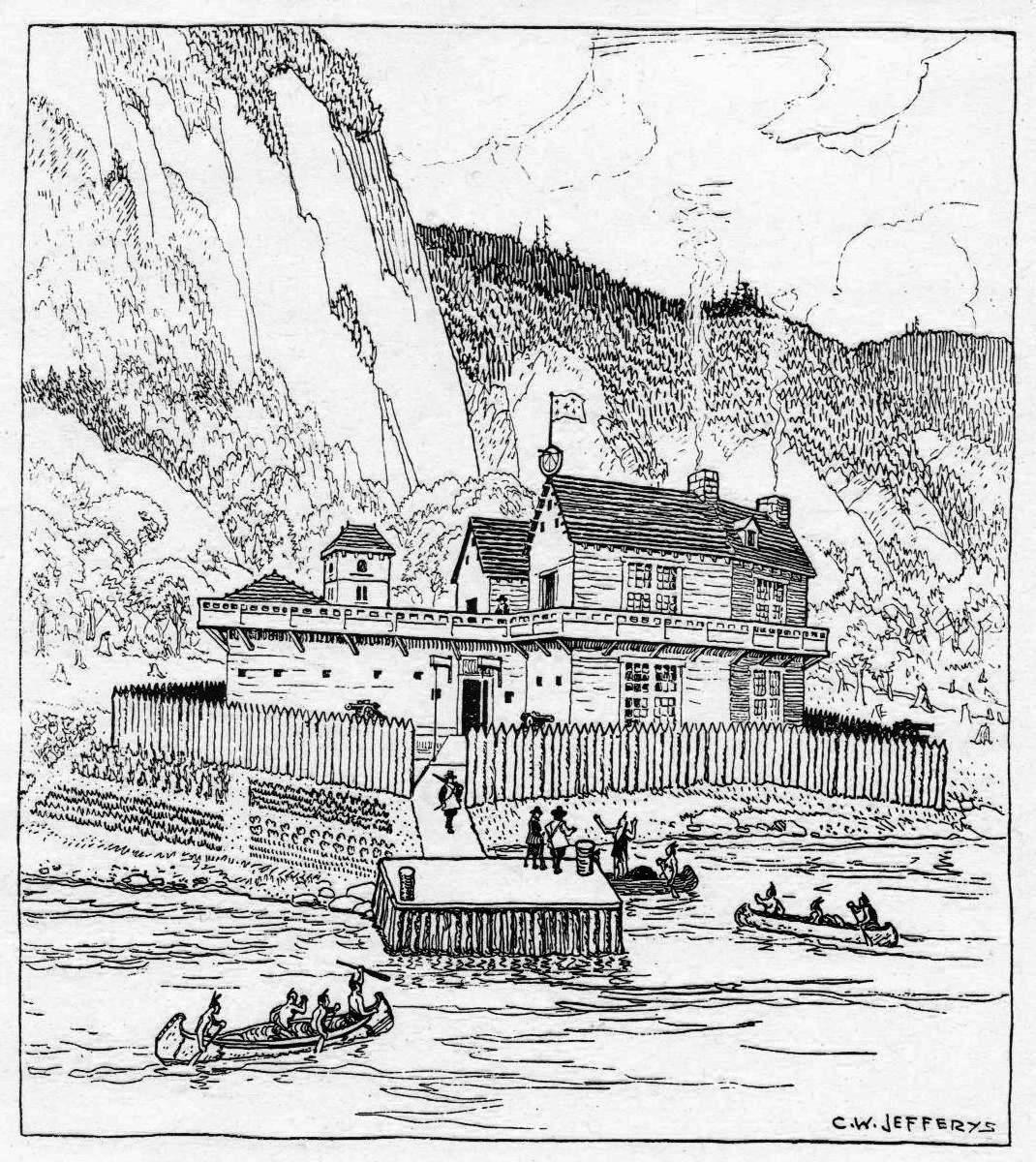
Abitation de Qvebecq.

## Biographie
Aux Trois-Rivières, il tint la place d'un missionnaire, instruisant les "sauvages" et les Français, et baptisant les enfants moribonds. Il édifia tous les habitants du pays, par sa grande douceur, sa simplicité et son zèle. Il fut la première offrande que Dieu demanda à ses missions du Canada, et rendit son âme à Dieu le 23 août 1619. Ses obsèques furent célébrées avec toute la solennité que les circonstances locales purent permettre.

## Porte Pacifique-Duplessis
Érigée en 1938 et située au nord du centre-ville de Trois-Rivières, la porte Pacifique-Duplessis est le plus gros monument historique de la cité de Laviolette.
Elle marque l'entrée principale du centre-ville et du parc de l’Exposition à l'angle des boulevards des Forges et du Carmel. Le monument veut rappeler la mémoire de celui qui fut le premier maître d’école au Canada (1616-1618) et qui enseigna surtout aux Amérindiens dans une cabane construite sur le Platon à Trois-Rivières. L'œuvre est conçue par l'architecte Jules Caron (1885-1942) et les bas-reliefs par le sculpteur Jean-Jacques Cuvelier.
Le monument arbore notamment l'inscription de quatre dates sertîtes dans quatre médaillons : 1617 en référence à la présence du frère Pacifique Duplessis à Trois-Rivières, 1634 année de la fondation de Trois-Rivières, 1738 où a lieu l'allumage du haut fourneau des forges du Saint-Maurice et, enfin, 1938, année de la construction de la porte.
Les voitures de course sur le Circuit Trois-Rivières la traversent annuellement lors du mythique Grand Prix de Trois-Rivières.

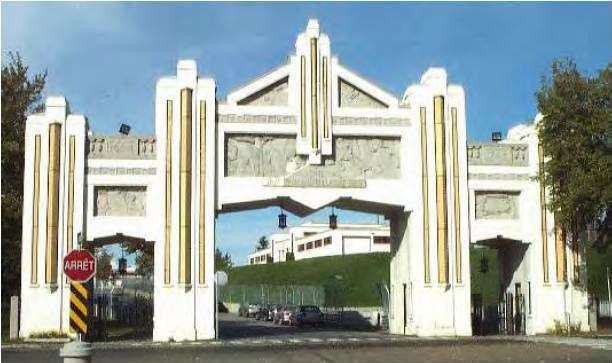
La porte Pacifique-Duplessis à Trois-Rivières.
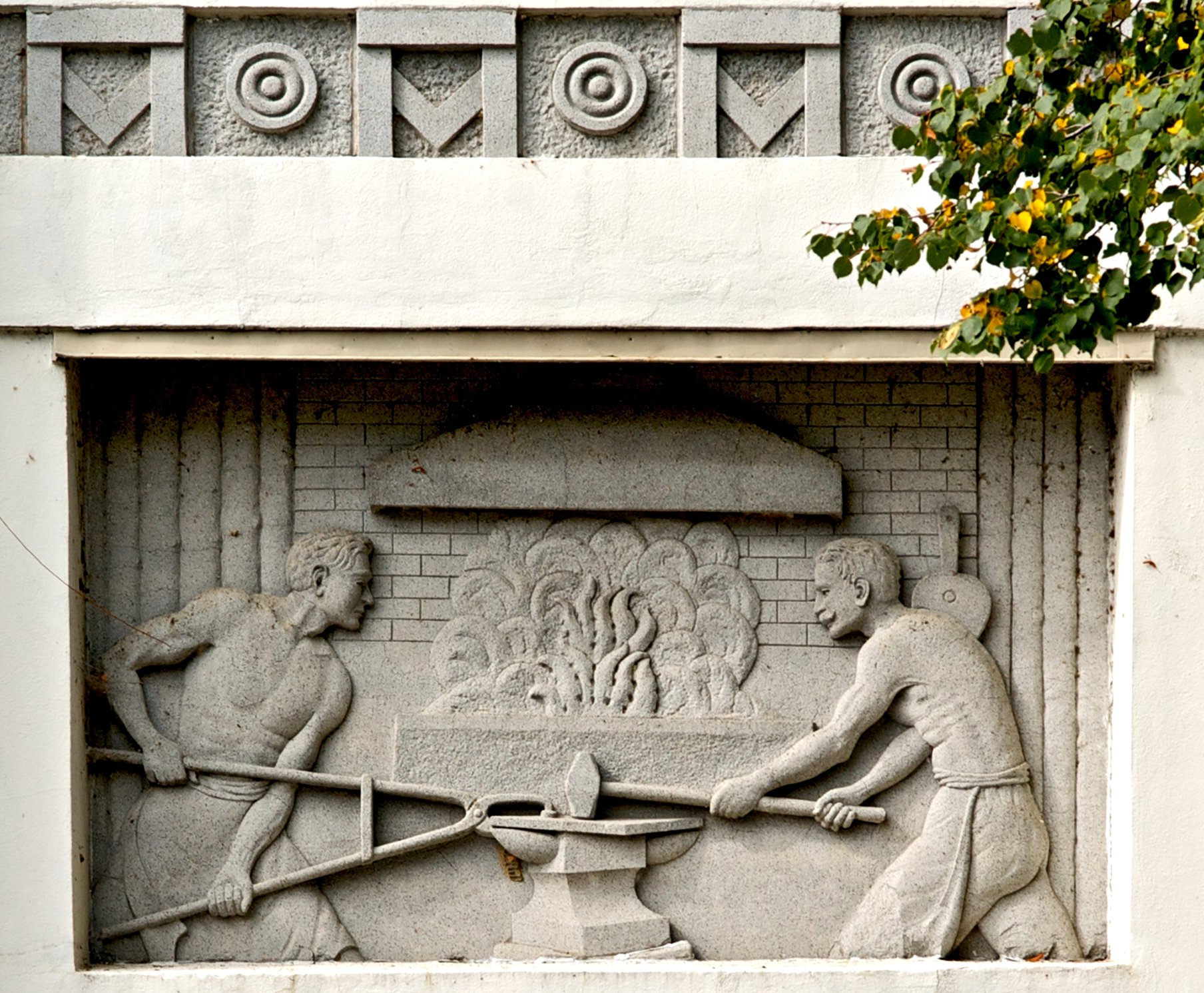
Plan rapproché de la porte Pacifique-Duplessis, représentation des Forges du Saint-Maurice.